# Meslay-le-Vidame
Pour les articles homonymes, voir Meslay et Andeville (homonymie).
Meslay-le-Vidame est une commune française située dans le département d'Eure-et-Loir, en région Centre-Val de Loire.

## Géographie

### Situation

Situation géographique
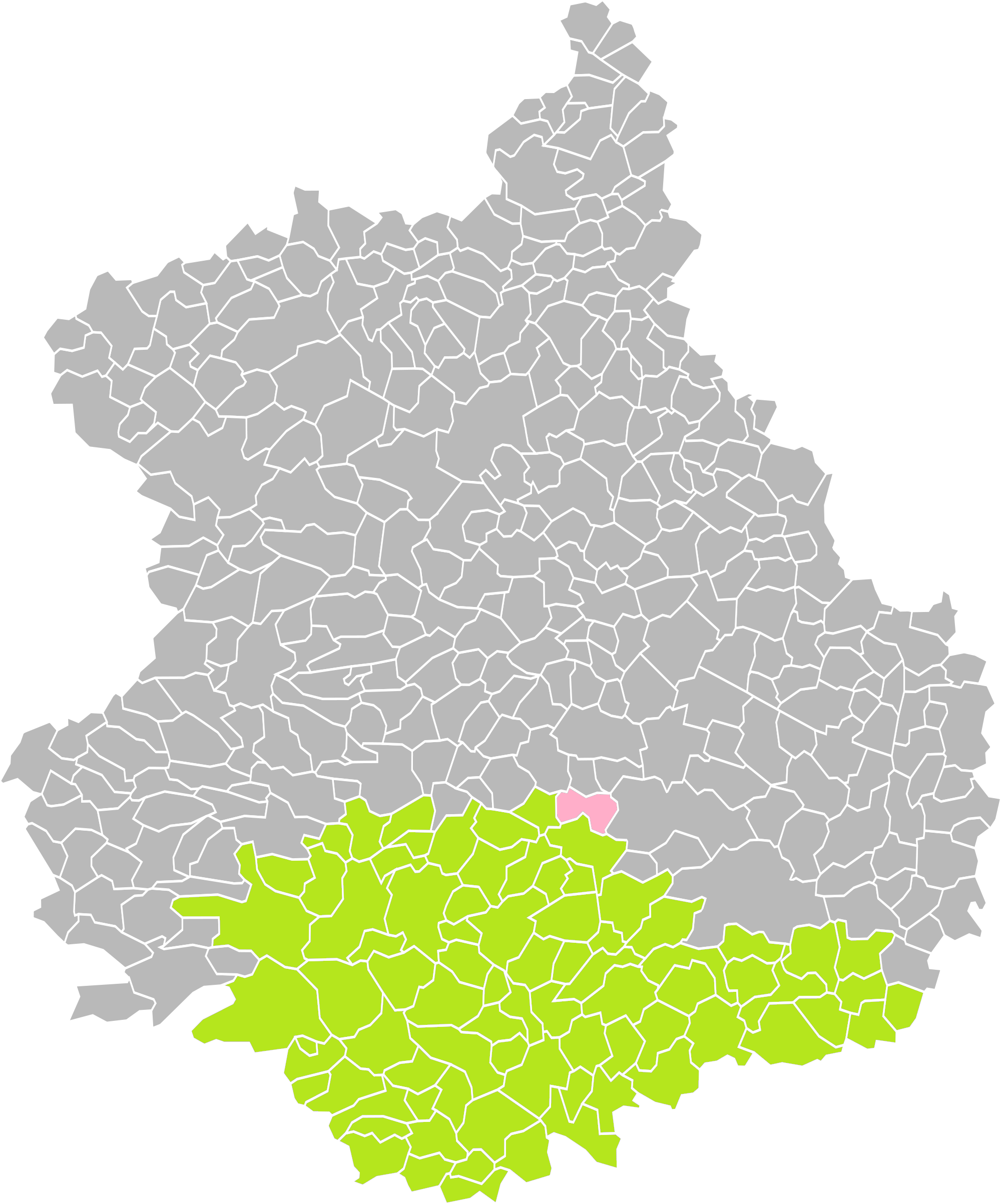
Meslay-le-Vidame dans son arrondissement.
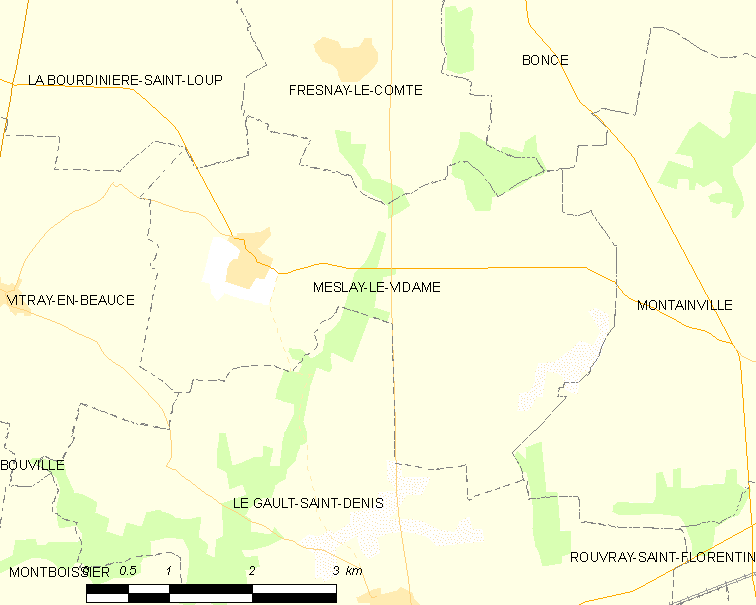
Carte de la commune de Meslay-le-Vidame.

### Communes limitrophes
| La Bourdinière-Saint-Loup | Fresnay-le-Comte     | Boncé        |
| Vitray-en-Beauce          | Meslay-le-Vidame     | Montainville |
|                           | Le Gault-Saint-Denis |              |

### Transports et voies de communication

#### Réseau routier
Près de la commune de Thivars il existe un accès à l'autoroute A11 (sortie 3, Échangeur Chartres-Centre Châteaudun) (l'Océane) qui mène vers Le Mans, Nantes et Paris, Bordeaux dans l'autre jonction.

#### Desserte ferroviaire
La commune ne possède pas de desserte ferroviaire. La gare la plus proche est celle de Voves (14 km) sur la ligne Paris-Austerlitz-Tours via Châteaudun (TER Centre-Val de Loire).

#### Bus
- Ligne d'autocar 157 du Réseau de mobilité interurbaine.

### Climat
Pour des articles plus généraux, voir Climat du Centre-Val de Loire et Climat d'Eure-et-Loir.
En 2010, le climat de la commune est de type climat océanique dégradé des plaines du Centre et du Nord, selon une étude du CNRS s'appuyant sur une série de données couvrant la période 1971-2000. En 2020, Météo-France publie une typologie des climats de la France métropolitaine dans laquelle la commune est exposée à un climat océanique altéré et est dans une zone de transition entre les régions climatiques « Sud-ouest du bassin Parisien » et « Moyenne vallée de la Loire ». 
Pour la période 1971-2000, la température annuelle moyenne est de 10,5 °C, avec une amplitude thermique annuelle de 15 °C. Le cumul annuel moyen de précipitations est de 639 mm, avec 10,7 jours de précipitations en janvier et 7,5 jours en juillet. Pour la période 1991-2020, la température moyenne annuelle observée sur la station météorologique de Météo-France la plus proche, sur la commune de Pré-Saint-Évroult à 11 km à vol d'oiseau, est de 11,3 °C et le cumul annuel moyen de précipitations est de 592,2 mm,. Pour l'avenir, les paramètres climatiques de la commune estimés pour 2050 selon différents scénarios d'émission de gaz à effet de serre sont consultables sur un site dédié publié par Météo-France en novembre 2022.

## Urbanisme

### Typologie
Au 1er janvier 2024, Meslay-le-Vidame est catégorisée commune rurale à habitat dispersé, selon la nouvelle grille communale de densité à 7 niveaux définie par l'Insee en 2022.
Elle est située hors unité urbaine. Par ailleurs la commune fait partie de l'aire d'attraction de Chartres, dont elle est une commune de la couronne,. Cette aire, qui regroupe 117 communes, est catégorisée dans les aires de 50 000 à moins de 200 000 habitants,.

### Occupation des sols
L'occupation des sols de la commune, telle qu'elle ressort de la base de données européenne d’occupation biophysique des sols Corine Land Cover (CLC), est marquée par l'importance des territoires agricoles (94,4 % en 2018), une proportion sensiblement équivalente à celle de 1990 (94,5 %). La répartition détaillée en 2018 est la suivante : 
terres arables (89,9 %), zones agricoles hétérogènes (4,5 %), forêts (3,7 %), zones urbanisées (1,9 %). L'évolution de l’occupation des sols de la commune et de ses infrastructures peut être observée sur les différentes représentations cartographiques du territoire : la carte de Cassini (XVIIIe siècle), la carte d'état-major (1820-1866) et les cartes ou photos aériennes de l'IGN pour la période actuelle (1950 à aujourd'hui).

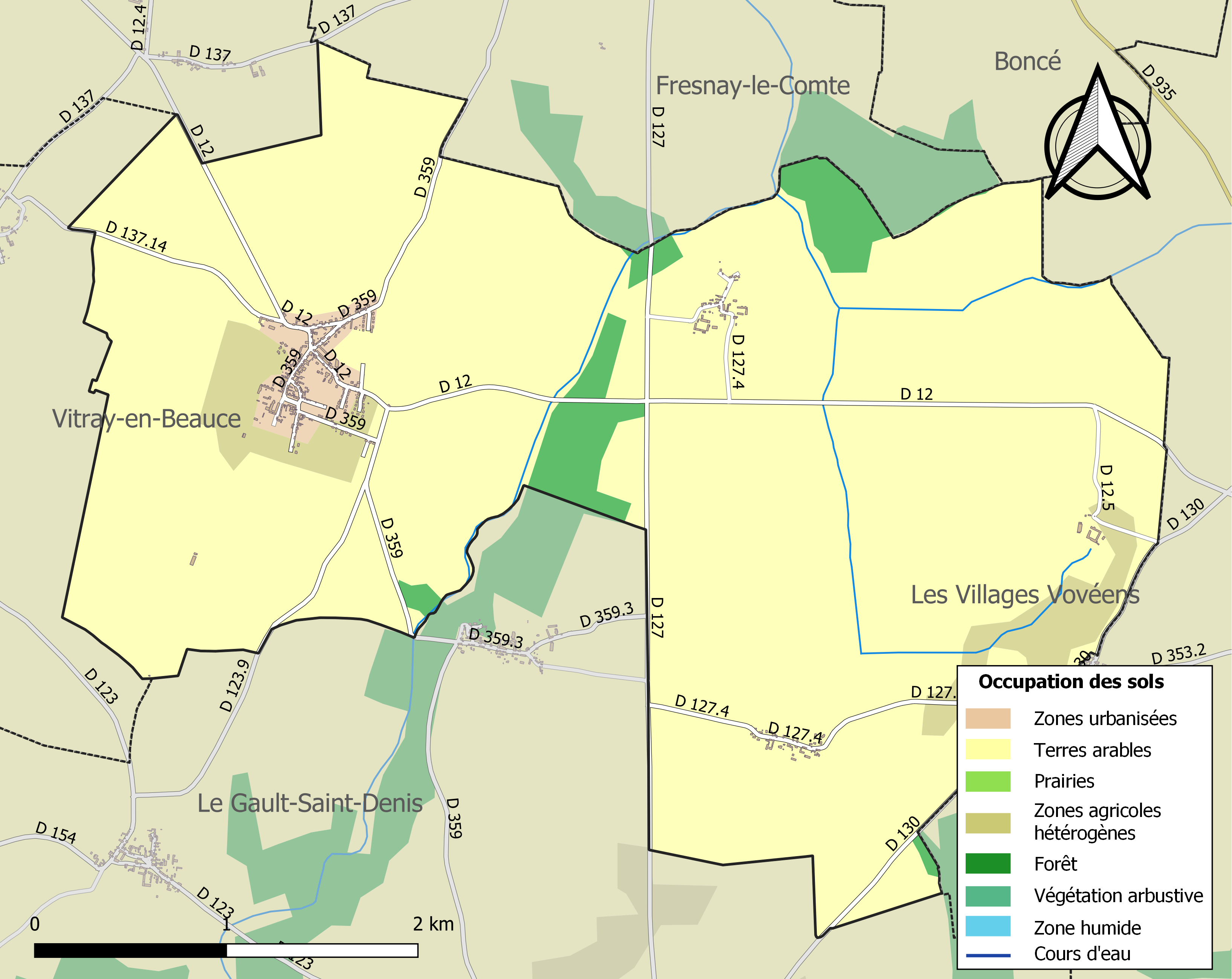
Carte des infrastructures et de l'occupation des sols de la commune en 2018 (CLC).

### Risques majeurs
Le territoire de la commune de Meslay-le-Vidame est vulnérable à différents aléas naturels : météorologiques (tempête, orage, neige, grand froid, canicule ou sécheresse), inondations, mouvements de terrains et séisme (sismicité très faible). Il est également exposé à un risque technologique, le transport de matières dangereuses. Un site publié par le BRGM permet d'évaluer simplement et rapidement les risques d'un bien localisé soit par son adresse soit par le numéro de sa parcelle.

#### Risques naturels
Certaines parties du territoire communal sont susceptibles d’être affectées par le risque d’inondation par débordement de cours d'eau, notamment La commune a été reconnue en état de catastrophe naturelle au titre des dommages causés par les inondations et coulées de boue survenues en 1999 et 2021,.

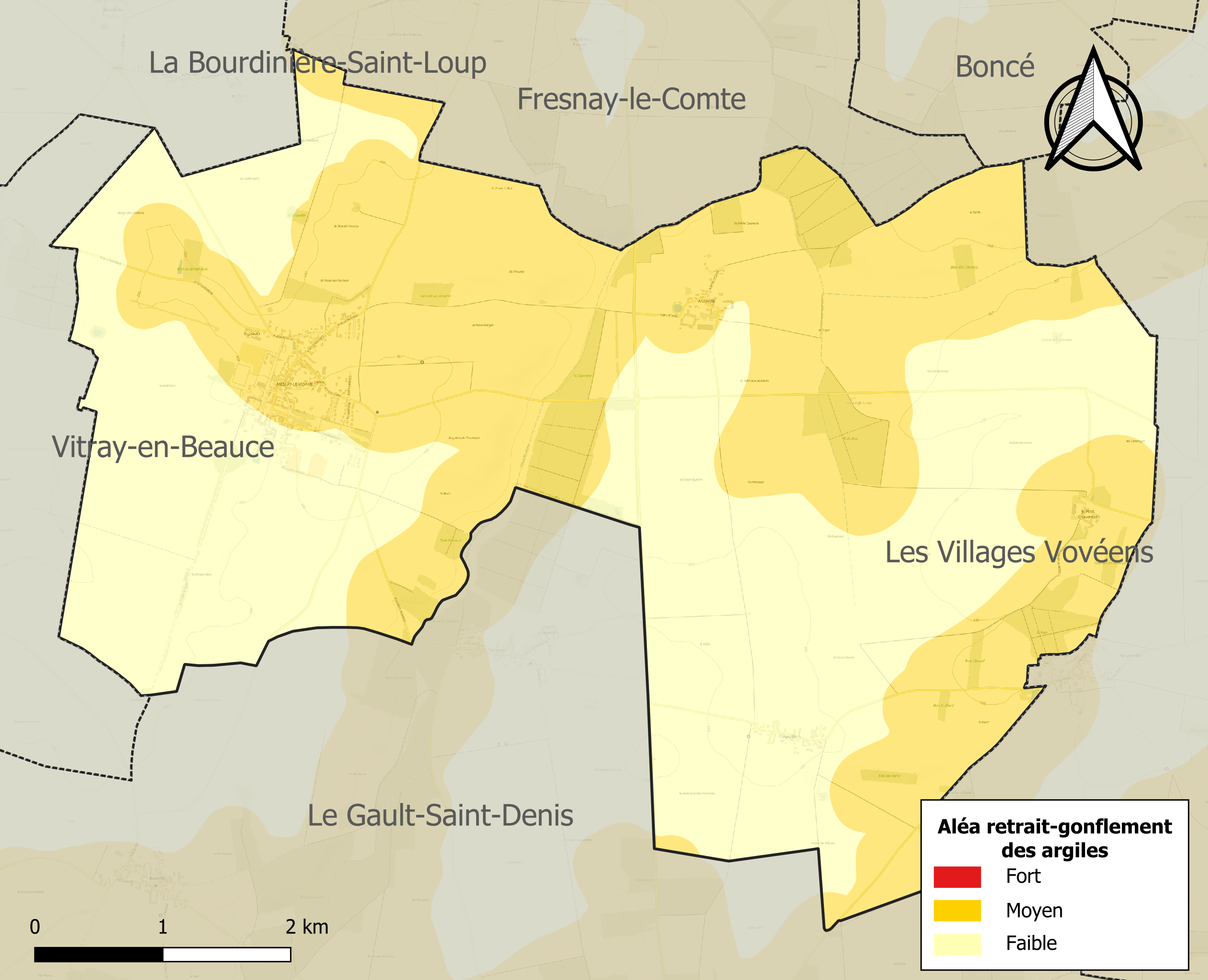
Carte des zones d'aléa retrait-gonflement des sols argileux de Meslay-le-Vidame.

Les mouvements de terrains susceptibles de se produire sur la commune sont des affaissements et effondrements liés aux cavités souterraines. L'inventaire national des cavités souterraines permet de localiser celles situées sur la commune.
Le retrait-gonflement des sols argileux est susceptible d'engendrer des dommages importants aux bâtiments en cas d’alternance de périodes de sécheresse et de pluie. 51,6 % de la superficie communale est en aléa moyen ou fort (52,8 % au niveau départemental et 48,5 % au niveau national). Sur les 223 bâtiments dénombrés sur la commune en 2019, 166 sont en aléa moyen ou fort, soit 74 %, à comparer aux 70 % au niveau départemental et 54 % au niveau national. Une cartographie de l'exposition du territoire national au retrait gonflement des sols argileux est disponible sur le site du BRGM,.
Concernant les mouvements de terrains, la commune a été reconnue en état de catastrophe naturelle au titre des dommages causés par des mouvements de terrain en 1999.

#### Risques technologiques
Le risque de transport de matières dangereuses sur la commune est lié à sa traversée par des infrastructures routières ou ferroviaires importantes ou la présence d'une canalisation de transport d'hydrocarbures. Un accident se produisant sur de telles infrastructures est en effet susceptible d’avoir des effets graves au bâti ou aux personnes jusqu’à 350 m, selon la nature du matériau transporté. Des dispositions d’urbanisme peuvent être préconisées en conséquence.

## Toponymie
Le nom de la localité est attesté sous la forme Merliacum en 1092, Meslay les Bois en 1793, Merlay-le-Vidame 1801.
Il est impossible d’écarter l’hypothèse d’un *melarium « pommier », dérivé du latin classique malum « pomme » ou de la nèfle qui se disait mêle ou mesle.
Vidame est un composé du latin vice et dominus, « seigneur », titre de noblesse français assez rare, lié à une dignité ecclésiastique ou à un fief.

## Histoire

### Ancien Régime
Les seigneurs de Meslay ont été vidames de Chartres, d'où le suffixe accolé au nom de la paroisse. Les seigneurs de Meslay-le-Vidame avaient le pouvoir de basse, moyenne et haute justice et le château possédait une prison et une salle d'audience avec du personnel judiciaire.
La seigneurie de Meslay-le-Vidame fut fondée en 928 par le chevalier Girouard, frère de Aganon, 48e évêque de Chartres (921-941), conseiller et notaire du roi carolingien Charles III le Simple (898-922). Girouard a exercé les fonctions de vidame de Chartres. Deux de ses fils, Ragenfroy (941-955) et Hardouin (955-961), deviennent les 49e et 50e évêques de Chartres.
Son fils Archambault lui succède comme 2d seigneur de Meslay de 950 à 990 puis son petit-fils Renaud de 990 à 1030 comme 3e seigneur de Meslay.
Son arrière-petit-fils, Nivelon Ier devient le 4e seigneur de Meslay et juge-sénéchal du comté de Blois en 1030. Il est l’un des fondateurs de l’abbaye de Nogent-le-Rotrou. Il finit sa vie comme moine à Chartres en 1059.
Son fils Foucher de Meslay devient alors le 5e seigneur de Meslay. Il meurt en 1095.
Son fils Nivelon II devient le 6e seigneur de Meslay. Il part en croisade en Palestine. Il meurt en 1122.
Son fils Ursion Ier devient le 7e seigneur de Meslay et entre en guerre contre le vicomte de Châteaudun Geoffroy IV. Il meurt en 1143.
Son fils aîné Nivelon III lui succède en 1143 et 1145 et son fils cadet Hamelin entre 1145 et 1160 comme 8e et 9e seigneur de Meslay.
Ursion II, fils de Hamelin, devient le 10e seigneur de Meslay en 1160, c’est un ami du roi d’Angleterre et duc de Normandie Henri II Plantagenêt. Renaud, un de ses fils d’Ursion II assassine l’archevêque de Cantorbéry saint Thomas Becket le 29 décembre 1170 dans sa cathédrale sur ordre du souverain anglo-normand.
En 1187, au décès de Ursion II, un autre de ses fils, Nivelon IV devient le 11e seigneur de Meslay. Il meurt le 27 juillet 1214 et ses fils Ursion III et Geoffroy deviennent successivement seigneurs de Meslay.
Le titre de vidame de Chartres détenu par le premier des seigneurs de Meslay était passé à la famille de la Ferté-Vidame au Xe siècle. Cependant le 12 juillet 1215, le seigneur de Meslay Geoffroy épouse Hélisendre de la Ferté-Vidame et devient par son mariage le nouveau vidame de Chartres dont le nom restera pour désigner son village. Il meurt en 1245.
Son fils aîné Geoffroy II lui succède comme vidame de Chartres, il était templier et meurt en Palestine en 1249 laissant ses titres à son frère Macé/Matthieu qui est de 1288 à 1295, Grand Panetier de France, Grand Officier de la Couronne, Chef des boulangers du Royaume, cuisinier et goûteur du roi Philippe IV le Bel. Son sceau porte le blason de sa famille et de la commune.
Guillaume Ier de Meslay-Fréteval devient Vidame de Chartres à la mort de son père en 1295. C’était un ami du roi Saint-Louis qui avait participé à la 8e croisade à Tunis en 1270. Il était l’auteur du livre Chansons et Saluts d’Amour. Son fils Guillaume II lui succède à sa mort en 1320 puis son petit-fils Guillaume III en 1331.
Son arrière-petite-fille Jeanne de Meslay-Fréteval transmet le titre de ses ancêtres à son mari Robert de Vendôme en 1395, descendant de l’empereur Charlemagne et des comtes d’Anjou et de Nevers.
Ses fils Charles de Vendôme en 1401, Guillaume de Vendôme en 1412 et Jean de Vendôme en 1431 deviennent vidame de Chartres successivement.
Son fils, Jean II de Vendôme devient 25e vidame de Chartres en 1460. Il est aussi gouverneur du Berry. C'est l'ami du roi Louis XI qui lui rendit visite au château de Meslay du 4 au 15 juillet 1467 d'après la nombreuse correspondance royale.
Son fils Jacques de Vendôme devient 26e vidame de Chartres – Prince de Chabanais en 1496.
Son fils Louis de Vendôme devient 27e vidame de Chartres – Prince de Chabanais en 1530.
Son fils François de Vendôme devient 28e vidame de Chartres – Prince de Chabanais en 1548. Le roman La Princesse de Clèves publié anonymement en mars 1678 par Madame de la Fayette en fait un des personnages principaux de la Cour du roi de France Henri II. Colonel victorieux des guerres d’Italie, des batailles de Metz, Toul et Verdun en 1552. Gouvernement de la ville de Calais en 1558 après le départ des Anglais. C’est un ami du duc protestant de Condé et un opposant au gouvernement de la Ligue catholique du duc de Guise sous le roi François II, il est donc emprisonné à la Bastille le 27 août 1560. Deux jours après l’avènement du roi Charles IX, il est libéré par la régente le 7 décembre mais meurt à Paris dès le 22 décembre 1560 de maladie ou d’empoissonnement.
Son neveu Jean de Ferrières lui succède en tant que 29e vidame de Chartres, il était de confession protestante et fut rescapé du massacre de la Saint-Barthélemy à Paris le 24 août 1572. À la suite de cet évènement, il est déchu de ses titres de noblesse par le Parlement. Le château de Meslay-le-Vidame est saisi par les créanciers et est vendu au couple Louis et Françoise d’Angennes de Maintenon et à leurs fils Charles, Jacques et Jean.
La seigneurie de Meslay fut érigée en comté en 1651 lorsqu’elle appartenait à Jacques-Auguste II de Thou (1609-1677) qui l'acheta en 1612 à la famille d'Angennes de Maintenon, grand magistrat et fils de l'illustre bibliophile Jacques Auguste de Thou. Elle passa ensuite dans la famille Rouillé, illustrée notamment par Jean-Baptiste Rouillé de Meslay, scientifique et académicien très connu, puis au prince de Talmon, qui la disputa avec la duchesse de Richelieu. La seigneurie est achetée en 1734 par Antoine-Lambert Masson de Meslay (1696-1779), qui accroît encore le domaine sur les terres avoisinantes. Il fut maître des requêtes à la Chambre des comptes (1732), puis président de la Chambre des comptes de 1736 à 1768, s’étant démis en faveur de son fils.
Son fils Jérôme-Pélagie Masson de Meslay, né en 1742, est nommé conseiller à la Chambre des requêtes le 11 mars 1763, puis devient président de la Chambre des Comptes de 1768 à 1789. Il fit agrandir et fructifier son domaine de Meslay-le-Vidame. Il fut également conseiller du roi en l’hôtel de ville de Paris à partir du 19 avril 1774 jusqu’en 1789. Il meurt le 6 février 1798.

### Révolution française et Empire
La commune a subi un ouragan le 13 juillet 1787 puis un violent orage le 13 juillet 1788 qui a endommagé les bâtiments religieux et augmentait les plaintes de la population contre l'excès d'impôts dans les cahiers de doléance pour les états-généraux de 1789.
Pour suivre le décret de la Convention du 25 vendémiaire an II (16 octobre 1793) invitant les communes ayant des noms pouvant rappeler les souvenirs de la royauté, de la féodalité ou des superstitions, à les remplacer par d'autres dénominations, Meslay-le-Vidame s'est appelée Meslay-les-Bois.
Charles de Barentin, beau-frère du dernier comte féodal de Meslay-le-Vidame ayant épousé en 1763 Anne-Albertine-Antoinette Masson de Meslay (1744-1796), devient propriétaire du château. Il fut conseiller, puis avocat général au Parlement de Paris (1757-1775), puis président de la Cour des aides (1775-1788) avant de devenir garde des Sceaux – Ministre de la Justice du roi de France Louis XVI du 17 septembre 1788 au 3 août 1789. Il meurt le 30 mai 1819.

### Époque contemporaine

#### XIXesiècle
Son Gendre Charles Henri Dambray, époux de Charlotte de Barentin (1765-1802) est né le 9 octobre 1760. En 1779, il devient avocat général à la cour des aides puis 1788, avocat général au Parlement de Paris. Le 18 mai 1814 lors de la Restauration de la Monarchie, Louis XVIII le nomme président de la commission chargée d’élaborer la Charte Constitutionnelle de 1814. Le souverain le fait, par ordonnance du 4 juin 1814, Garde Sceaux ministre de la Justice jusqu’au 19 janvier 1817 et le nomme également chancelier de France et président de la Chambre des Pairs jusqu’à sa mort le 13 décembre 1829. En 1820, il devient officier de la Légion d’honneur et membre du Conseil Privé du Roi. Il fait construire entre 1810 et 1816, l’église Saint-Étienne de Meslay-le-Vidame.
En 1827, Meslay-le-Vidame absorbe Andeville.
Son fils, Charles Emmanuel Henri Dambray fut conseiller d’État. En 1817, le roi de France Louis XVIII le nomme pair de France. En 1822, succède à son père comme grand-maître des cérémonies du roi. Il est fait officier de la Légion d’honneur le 3 novembre 1827. En 1830, il cherche à maintenir la branche aînée des Bourbons sur le trône mais il est impuissant à empêcher l’avènement des Orléans. Il refuse alors de prêter serment à Louis-Philippe. Le 7 août 1830, avant de quitter définitivement la Chambre des Pairs, il déclare à la tribune : « mon vieux serment m’empêche d’en faire un autre ». Le 13 mai 1849, il est élu député légitimiste à l’Assemblée Législative. Il se retire de la vie politique après le coup d’État du 2 décembre 1851 et meurt le 26 février 1868 sans enfant.

#### XXesiècle
Le château de Meslay-le-Vidame appartenait à la famille Convert, entrepreneurs de travaux publics au début du XXe siècle. Il sera cédé à Mademoiselle Mertens en 1919. Endettée et n’ayant pas les moyens d’entretenir les bâtiments, son banquier Georges Lévy lui achète le château de Meslay-le-Vidame en 1924. Il fit des travaux d’aménagement et améliora le verger et le parc, il organisa des chasses où il invita en 1932 son ami le ministre de la Guerre André Maginot, créateur de la ligne du même nom à la frontière franco-allemande en Alsace, qui y passa ses derniers instants sur terre avant de mourir d’une fièvre typhoïde quelques jours plus tard.
Georges Lévy devient maire de Meslay-le-Vidame en mai 1935 après sa victoire aux élections municipales. On lui doit la mise en place de l’actuel réseau d’eau potable avec son château d’eau qu’il finança en grande partie sur ses deniers personnels. Il fit de nombreux autres dons comme au cimetière en 1935.
Georges Lévy épouse l’Américaine Alice Snow Barbee. De confession juive, il s’exile en 1940 pour les États-Unis afin de fuir les persécutions raciales, il se renomme en Georges Lurcy et abandonne ses fonctions de maire de Meslay-le-Vidame à Paul Lebrun tout en faisant donation de 60 000 francs au village.
Son château continua à être géré, en son absence, par son régisseur avec l’aide d’un concierge, d’un garde-chasse, d’un homme d’entretien, d’une cuisinière et d’un jardinier. À sa mort à New York d’un cancer en 1953, la mairie du 16e arrondissement de Paris hérita du château pour en faire une colonie de vacances pour ses enfants avant de le céder l’année suivante via un assureur de Châteaudun à la Caisse d’allocations familiales d’Eure-et-Loir qui en fit un centre d’apprentissage pour des adolescents. La municipalité de Meslay-le-Vidame en profitera pour acheter au franc symbolique en 1947 le parc pour y installer l’actuel terrain de football.

## Politique et administration

### Liste des maires
| Période                                  | Période       | Identité           | Étiquette | Qualité                                   |
| ---------------------------------------- | ------------- | ------------------ | --------- | ----------------------------------------- |
| Les données manquantes sont à compléter. |               |                    |           |                                           |
| 1901                                     | 1908          | Jules Billard      |           |                                           |
| 1908                                     | 1914          | Charles André      |           |                                           |
| 1914                                     | 1929          | Jean Bouvard       |           |                                           |
| 1929                                     | 1933          | François Boizard   |           |                                           |
| 1933                                     | 1935          | Joseph Galopin     |           |                                           |
| 1935                                     | 1940          | Georges Lurcy      |           | Banquier, collectionneur                  |
| 1940                                     | mai 1945      | Paul Lebrun        |           |                                           |
| mai 1945                                 | mars 1959     | Edgar Lamirault    |           |                                           |
| mars 1959                                | janvier 1970  | Jacques Boutisseau |           |                                           |
| janvier 1970                             | mars 1977     | André Bouvard      |           |                                           |
| mars 1977                                | novembre 1984 | Pierre Grosbois    |           |                                           |
| novembre 1984                            | mars 2008     | André Taillepied   |           |                                           |
| mars 2008                                | En cours      | Serge Le Balc'h,   | Modem     | Ingénieur ou cadre technique d'entreprise |

## Population et société

### Démographie
| 1793 | 1800 | 1806 | 1821 | 1831 | 1836 | 1841 | 1846 | 1851 |
| ---- | ---- | ---- | ---- | ---- | ---- | ---- | ---- | ---- |
| 375  | 300  | 342  | 367  | 575  | 576  | 526  | 519  | 562  |

| 1856 | 1861 | 1866 | 1872 | 1876 | 1881 | 1886 | 1891 | 1896 |
| ---- | ---- | ---- | ---- | ---- | ---- | ---- | ---- | ---- |
| 589  | 590  | 553  | 552  | 566  | 496  | 502  | 515  | 485  |

| 1901 | 1906 | 1911 | 1921 | 1926 | 1931 | 1936 | 1946 | 1954 |
| ---- | ---- | ---- | ---- | ---- | ---- | ---- | ---- | ---- |
| 516  | 541  | 531  | 471  | 390  | 373  | 341  | 408  | 331  |

| 1962 | 1968 | 1975 | 1982 | 1990 | 1999 | 2006 | 2007 | 2012 |
| ---- | ---- | ---- | ---- | ---- | ---- | ---- | ---- | ---- |
| 394  | 379  | 315  | 304  | 364  | 402  | 445  | 451  | 530  |

| 2017 | 2022 | - | - | - | - | - | - | - |
| ---- | ---- | - | - | - | - | - | - | - |
| 522  | 516  | - | - | - | - | - | - | - |

### Enseignement
La commune de Meslay-le-Vidame est membre d'un syndicat intercommunal de regroupement pédagogique avec sa voisine Fresnay-le-Comte. L'école de Meslay-le-Vidame est composée de deux classes : cours élémentaire (CE1-CE2) et cours moyen (CM1-CM2) tandis que la maternelle et le cours préparatoire (CP) sont situés dans deux classes, avec la cantine et la garderie, sur le site de Fresnay-le-Comte.
La commune dépend des collèges publics de Bonneval et de Luisant et du collège privé de Mignières.
En 2021, la municipalité a créé un conseil municipal des jeunes (CMJ) composé de 5 à 7 conseilleurs juniors du CM1 à la classe de seconde.

### Manifestations culturelles et festivités
Foire - brocante de la Saint Maurice le troisième dimanche du mois de septembre.

## Culture locale et patrimoine

### Lieux et monuments

#### Église Saint-Étienne
C'est un édifice du XIXe siècle, classé monument historique.
Sa construction, de 1810 à 1816, en revient au vicomte Charles Henri Dambray qui s'adressa à l'architecte Nicolas Jacques Antoine Vestier, le fils du peintre Antoine Vestier, pour sa conception. Vestier adopte pour l'église de Meslay l'ordre dorique grec, alors à la mode, tout en l'adaptant ; ainsi, pour la façade, le péristyle est soutenu par six piliers en pyramide tronquée mais sans les caractéristiques cannelures de cet ordre, coiffé d'un fronton triangulaire rappelant ainsi un temple antique.
Nicolas-Antoine Vestier s'est certainement inspiré de la façade de la rotonde de la Villette à Paris due à Claude-Nicolas Ledoux tant la ressemblance avec celle de l'église de Meslay est évidente.
Peut-être a-t-il été également influencé par l'église Saint-Symphorien de Versailles, qui présente avec elle plusieurs similitudes (bâtiment à péristyle inspiré des basiliques romaines avec un clocher de base carré accolé au chœur).

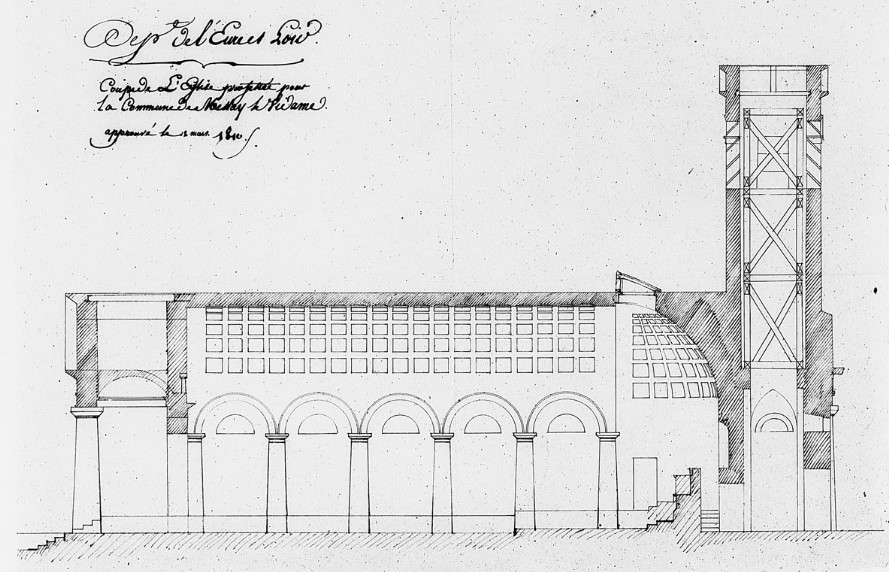
Coupe longitudinale de l'église Saint-Étienne (projet de 1810).
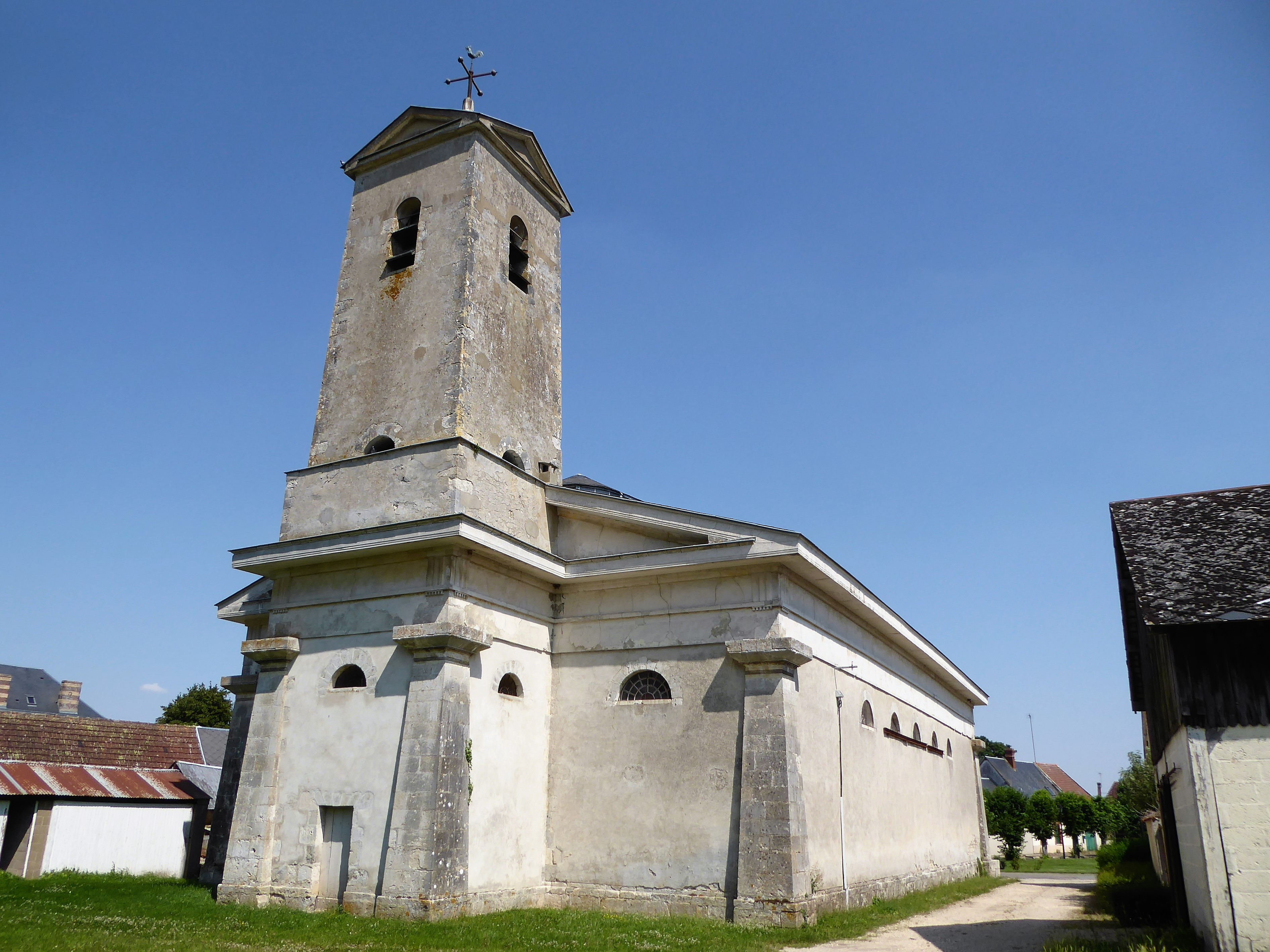
Clocher, façade ouest et mur sud.
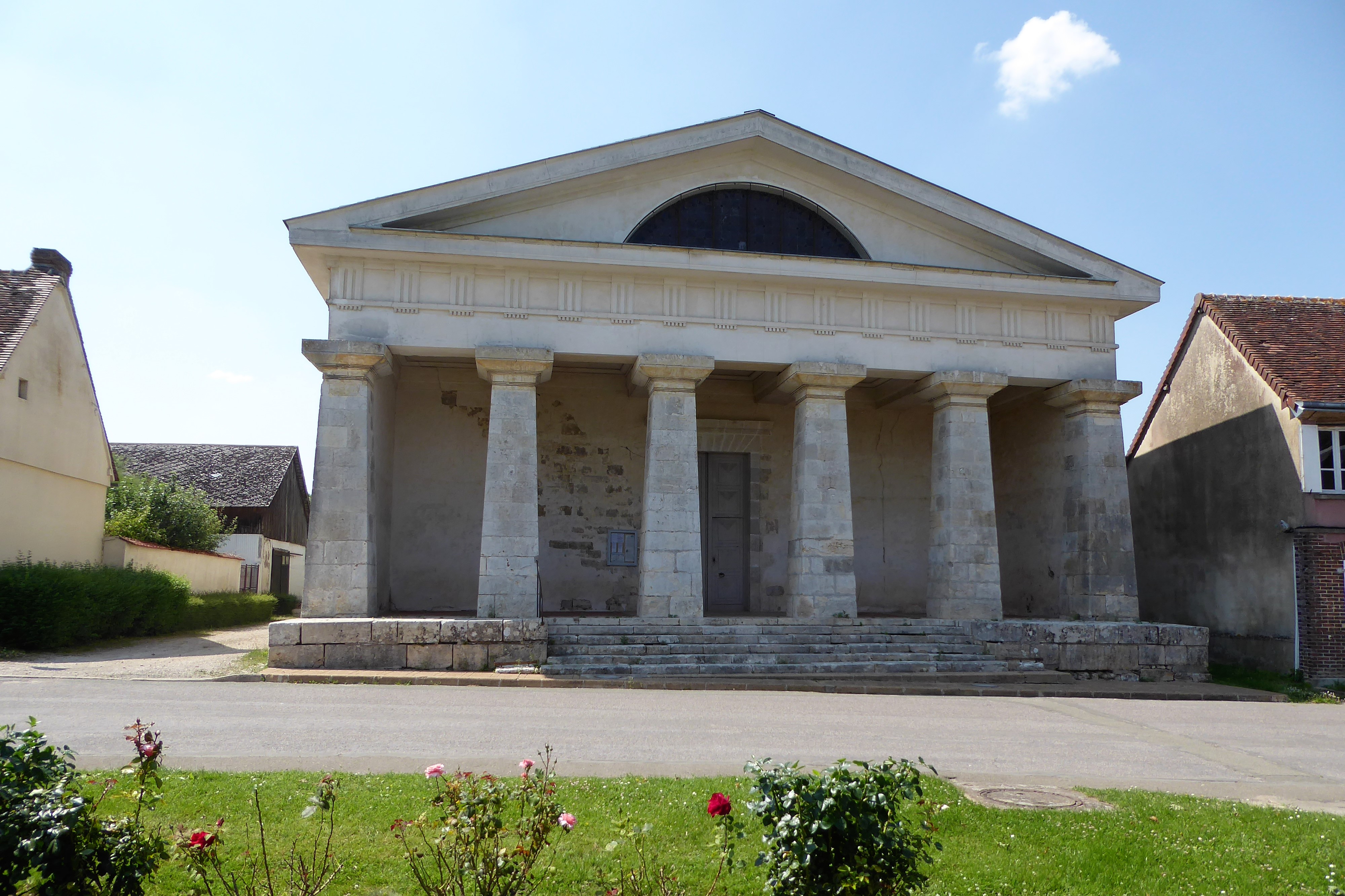
Façade est.

#### Château
Meslay-le-Vidame était sous l’Ancien Régime le siège d’une seigneurie, attestée dès les XIIe et XIIIe siècles. Les seigneurs de Meslay étaient vidames de Chartres. Du château ancien il ne reste plus que les pavillons d’entrée, qui datent du XVIIe siècle. Ce château fut reconstruit en 1707 à peu près comme on peut le voir actuellement : onze fenêtres en façade, une ceinture de douves et des communs de chaque côté. Au XVIIIe siècle, il était entouré de vergers et dominait un parc à la française. La seigneurie couvrait un domaine étendu de 1917 ha dont 15 ha de jardin, 8 ha de potager, 8 ha de mares, 607 ha de bois et 1279 ha de champs pour une valeur de 421.000£, qui comprenait des terres sises sur 7 paroisses à Andeville, Fresnay-le-Comte, Saint-Denis de Cireuil, Boisvillette, Vitray-en-Beauce ainsi qu'un pressoir, cinq moulins à vent et un moulin à eau et un four. Au XIXe siècle, le domaine produisait un chiffre d’affaires moyen de 91.197 francs par an dont 7.000 francs étaient reversés en impôts,
De 1924 à 1953, il est la propriété de Georges Lévy, banquier et industriel français, fondateur de la société des Hydravions Georges Lévy (1911-1937).
À partir de 1956, il a été occupé par le Centre éducatif et professionnel Charles Péguy, géré par l'Association Départementale pour la Sauvegarde de l'Enfant à l'Adulte d'Eure-et-Loir (ADSEA28) jusqu'en 2012, date à laquelle la Caisse d'Allocations Familiales d'Eure-et-Loir a repris possession de son bien avant de le vendre à des particuliers en juin 2021.
Les archives de la seigneurie de Meslay, qui couvrent la période 1191-1916, ont été léguées à la ville de Chartres en 1987 par Mme Geneviève Convert-Chasles.

Le château de Meslay-le-Vidame
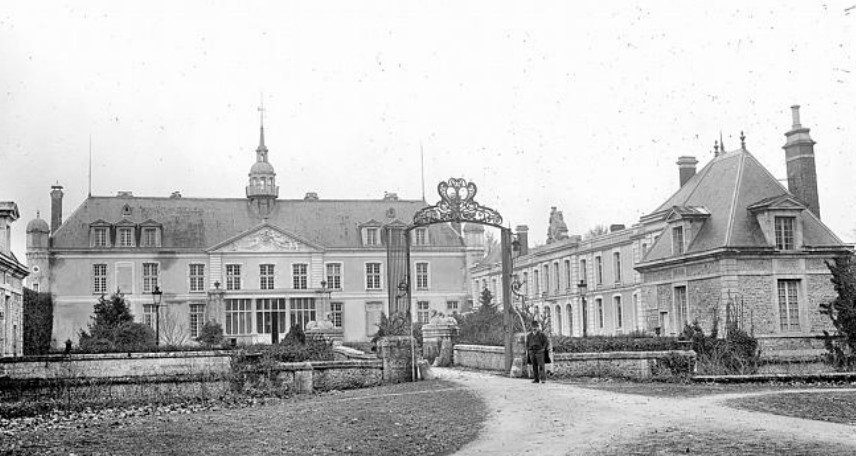
Le château de Meslay vers 1900.
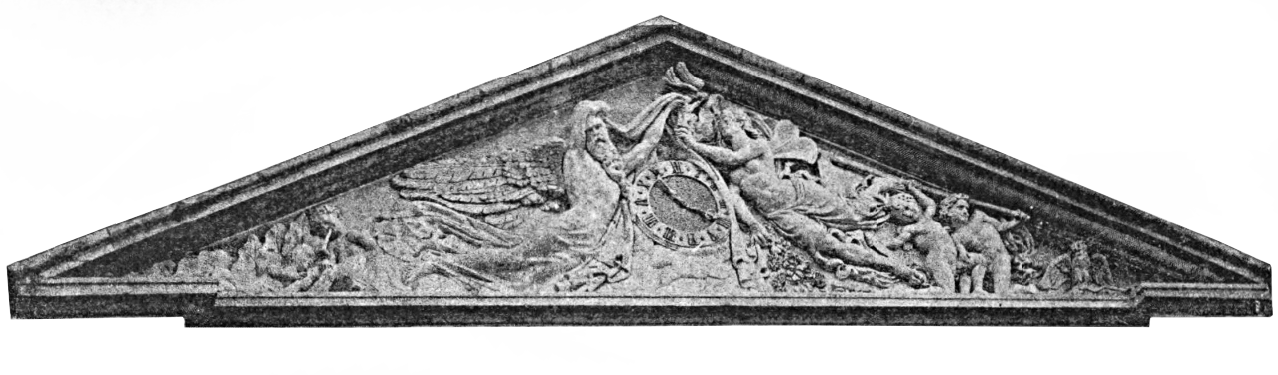
Le fronton du château par Jean-Joseph Carriès et Jean-Alexandre Pézieux.
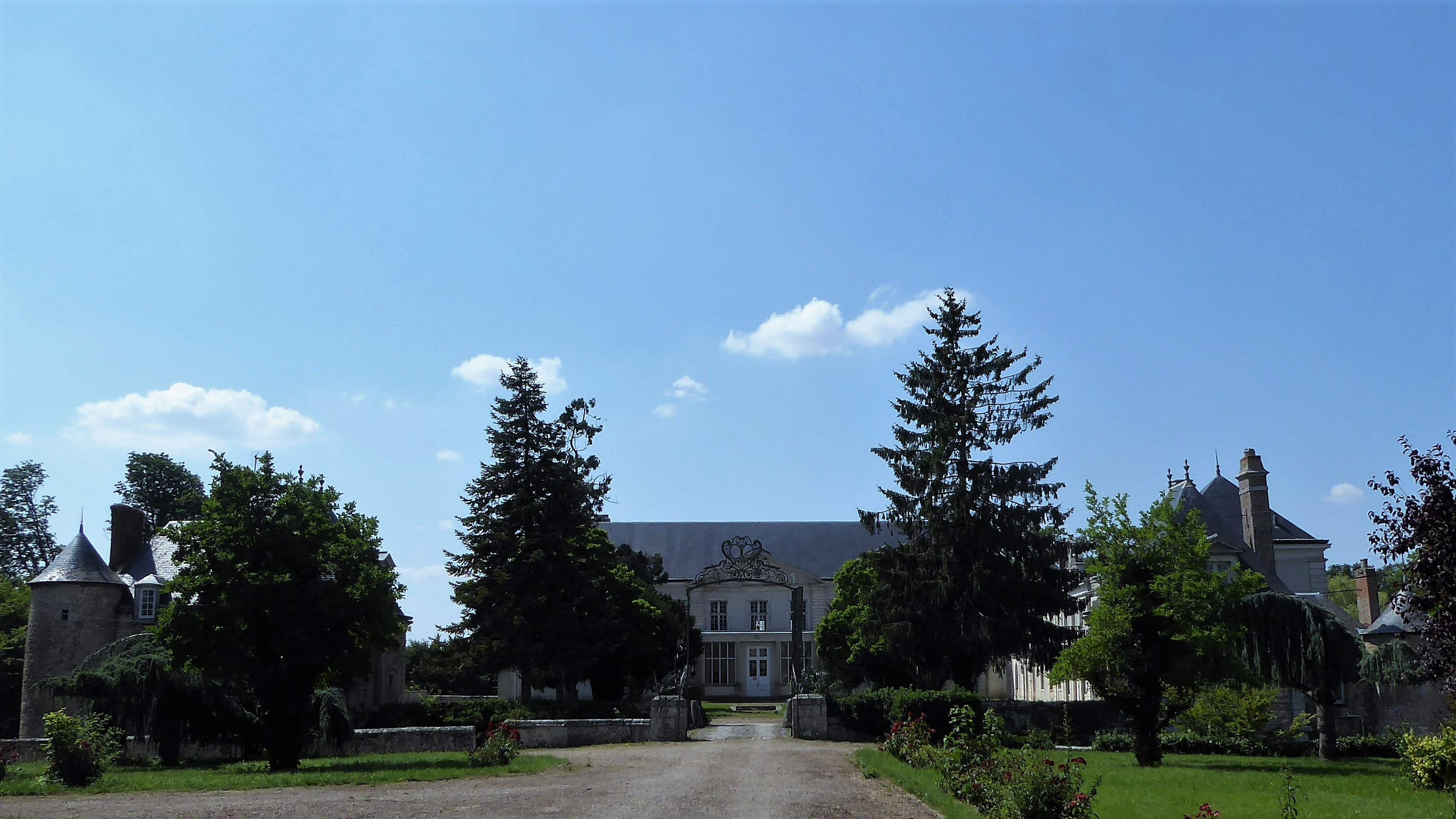
Le château en 2021.
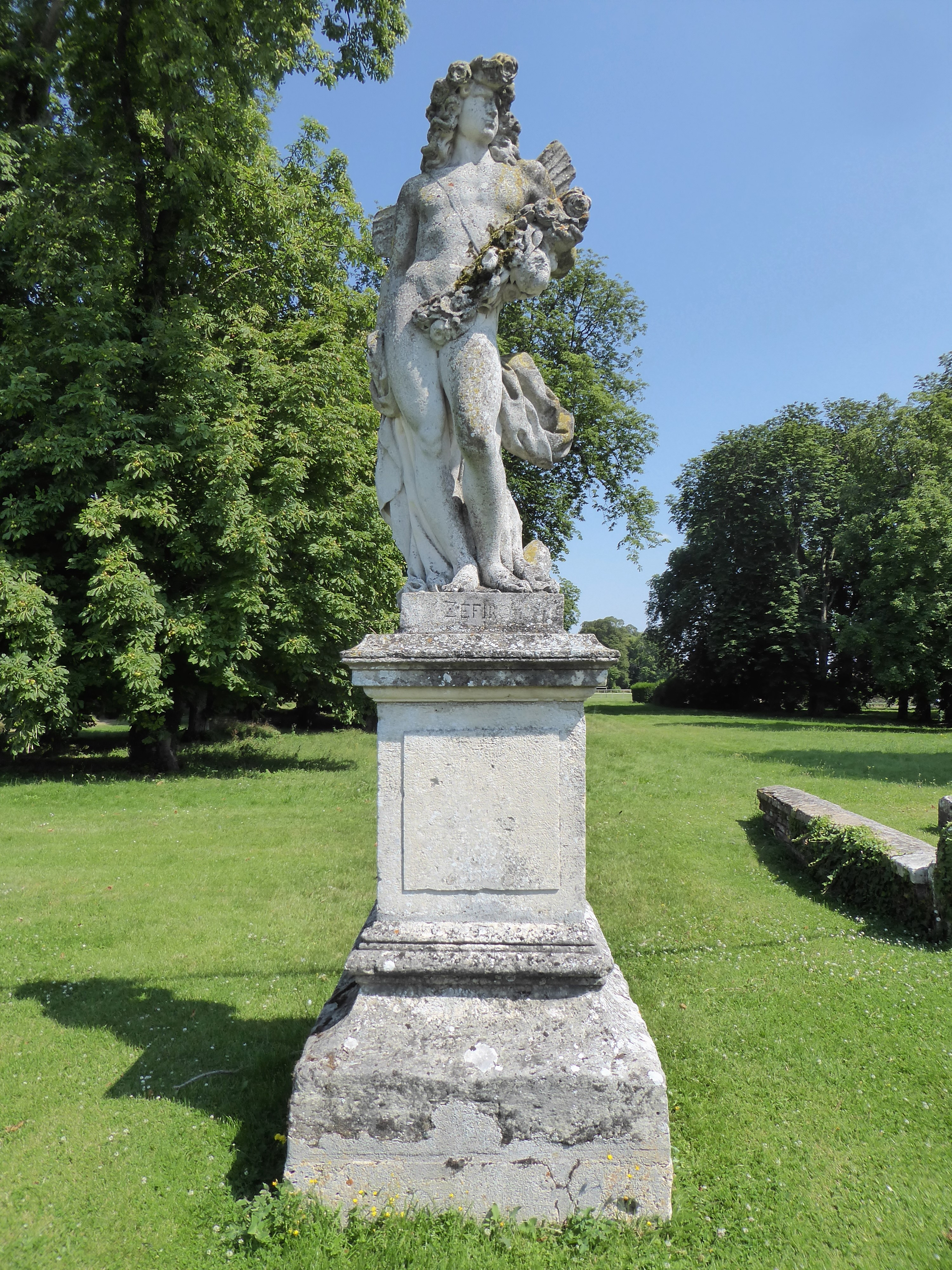
Statue de Zéphyr, place Charles Péguy.
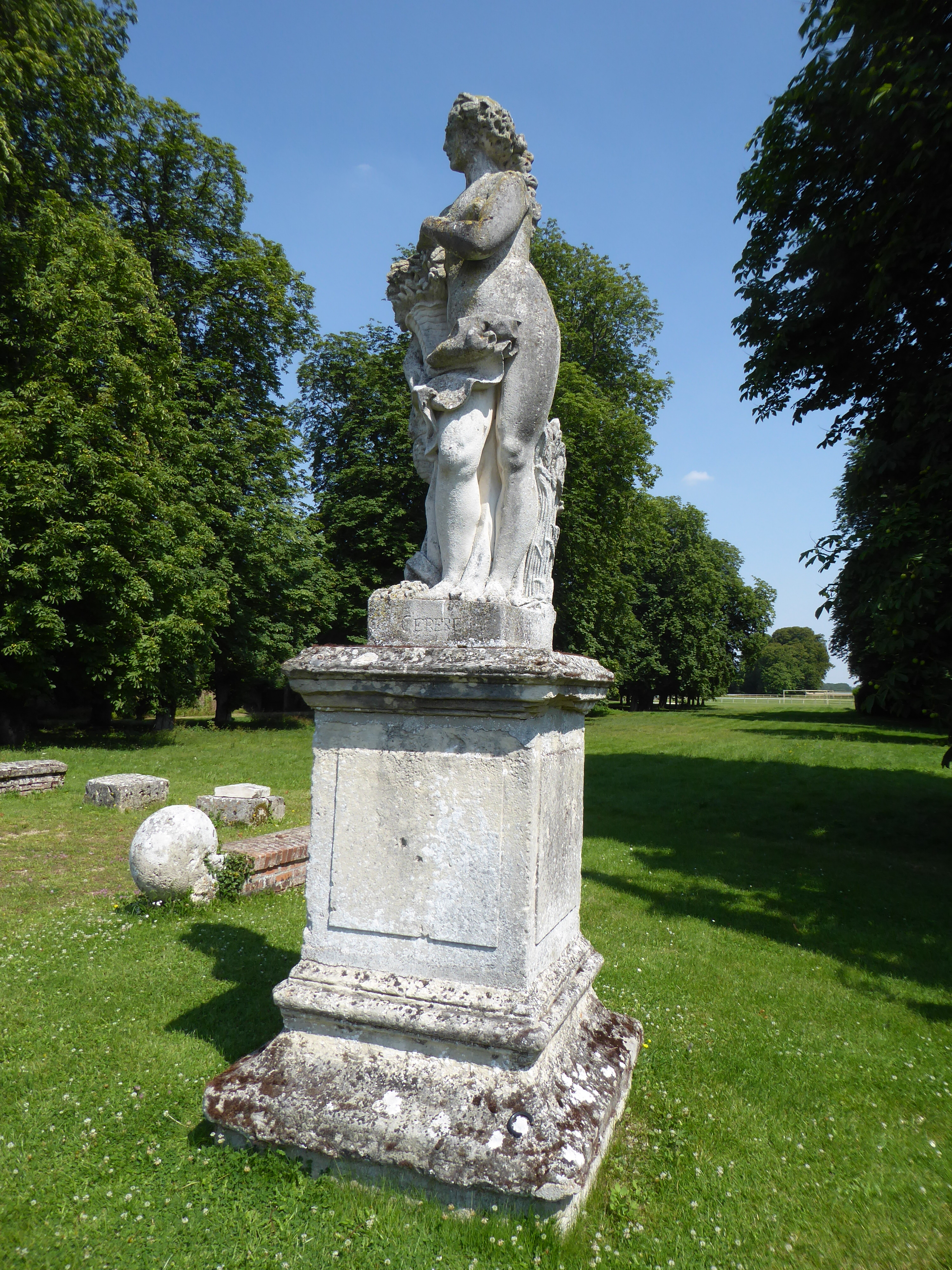
Statue de Cerere (Cérès), place Charles Péguy.

#### Chapelle Sainte-Marie-Madeleine d'Andeville

La chapelle Sainte-Marie-Madeleine d'Andeville
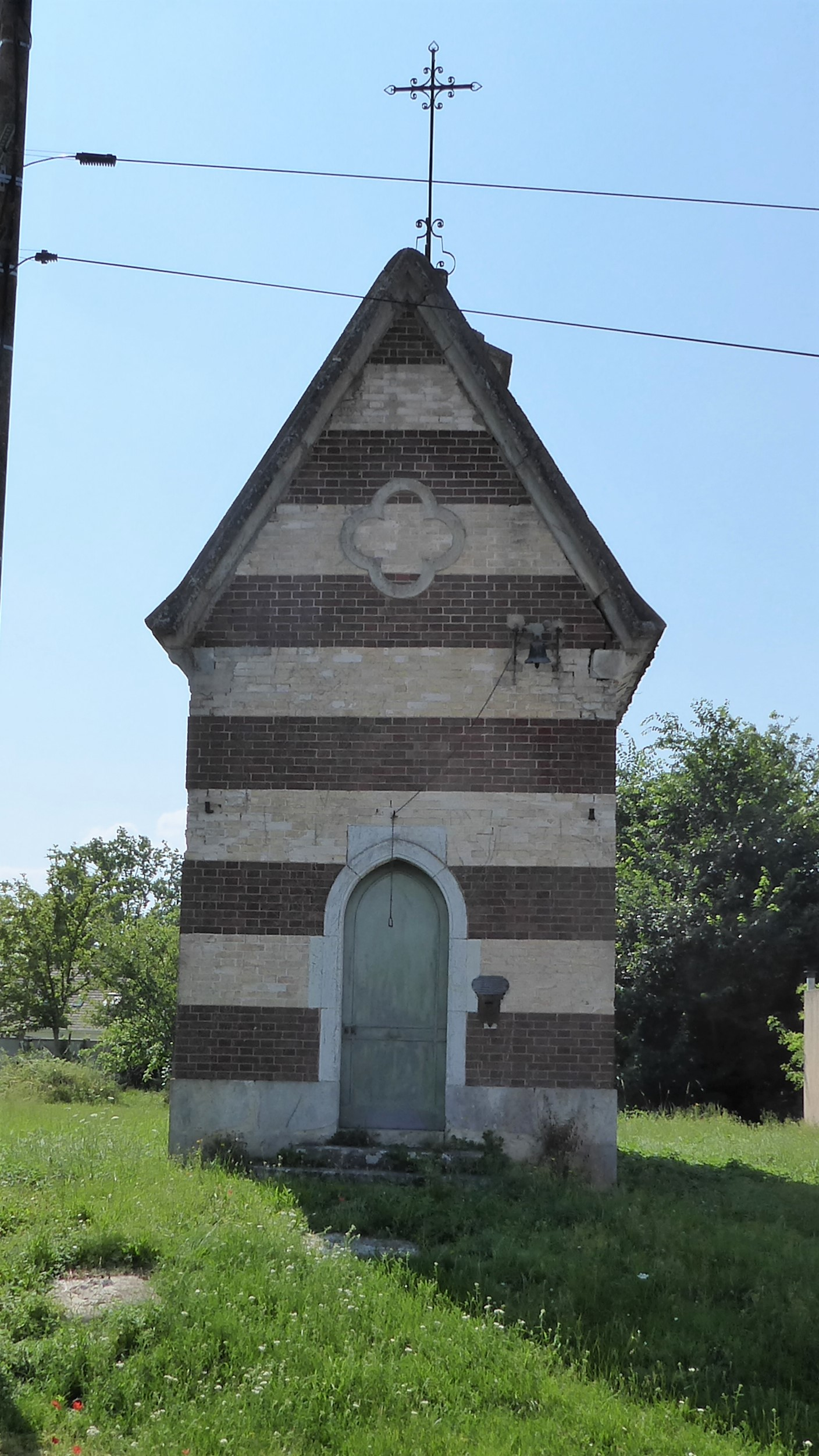
Entrée est.
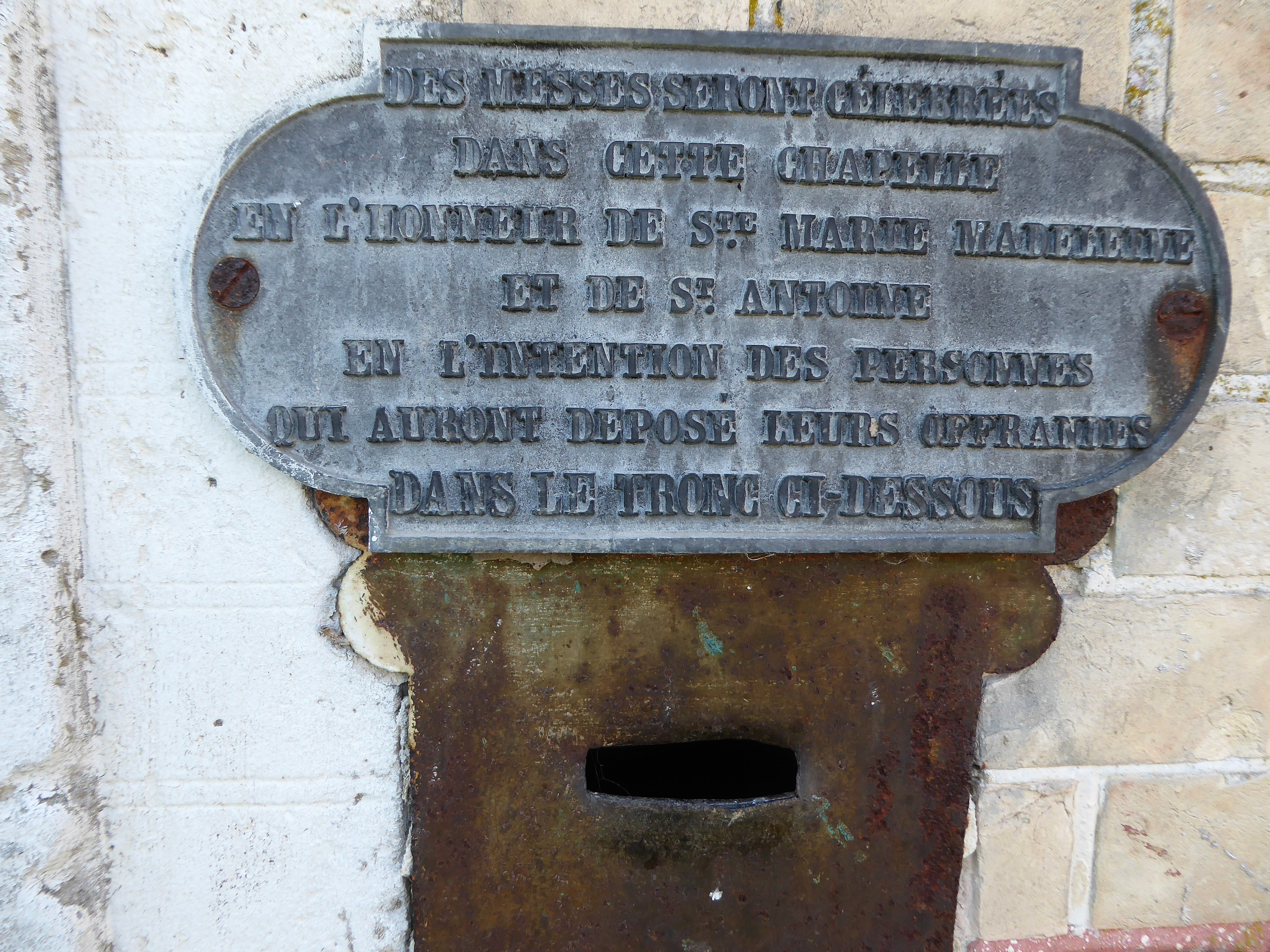
Plaque du tronc.
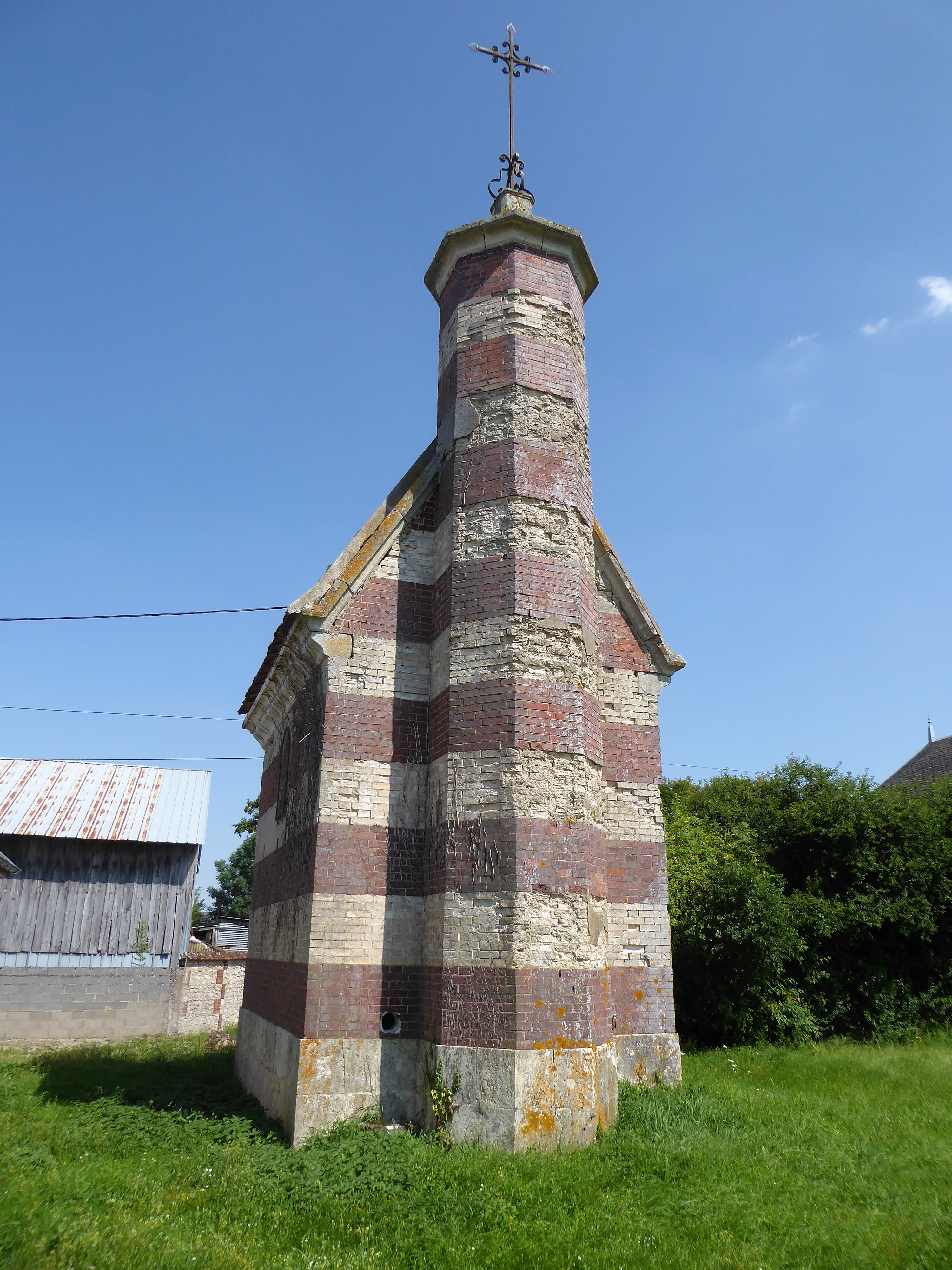
Clocheton ouest.

### Personnalités liées à la commune

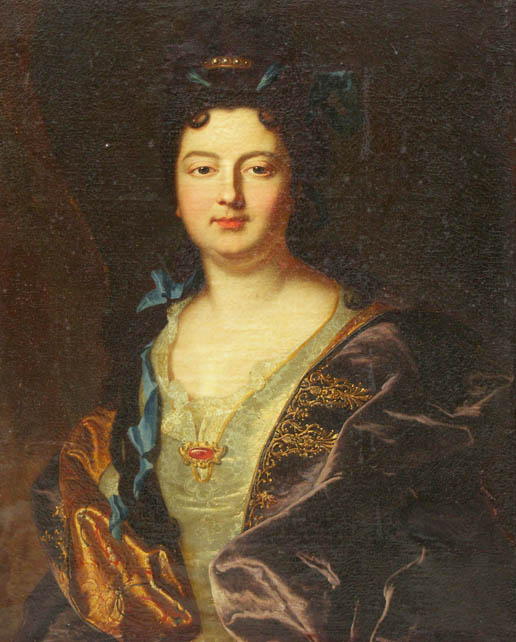
La comtesse de Meslay par Hyacinthe Rigaud (1698).

- Anne-Catherine de Labriffe (1678-1701), comtesse de Meslay, notamment connue par le portrait d'Hyacinthe Rigaud.
- Charles Henri Dambray (1760-1829), propriétaire du château et initiateur de la construction de l'église.
- Gabriel Argy-Rousseau (1885-1953), sculpteur, céramiste et maître verrier est né à Meslay-le-Vidame.
- Georges Lévy (1891-1953), banquier, propriétaire du château et maire de Meslay-le-Vidame de 1935 à 1940, qui se fait appeler Georges Lurcy, du nom de son épouse américaine, après avoir émigré aux États-Unis.
- René Aubert (1894-1977), artiste peintre natif d'Eure-et-Loir, fit de réguliers séjours à Meslay-le-Vidame et une large part de sa peinture de paysages est consacrée au village.

### Héraldique
| Blason de Meslay-le-Vidame | Blason  | D'or à deux fasces de sable accompagnées de neuf merlettes du même, 3, 3 et 3.                      |
| Blason de Meslay-le-Vidame | Détails | Armes de la famille de Meslay, vidame de Chartres. Le statut officiel du blason reste à déterminer. |